# St. Michael (Großebersdorf)

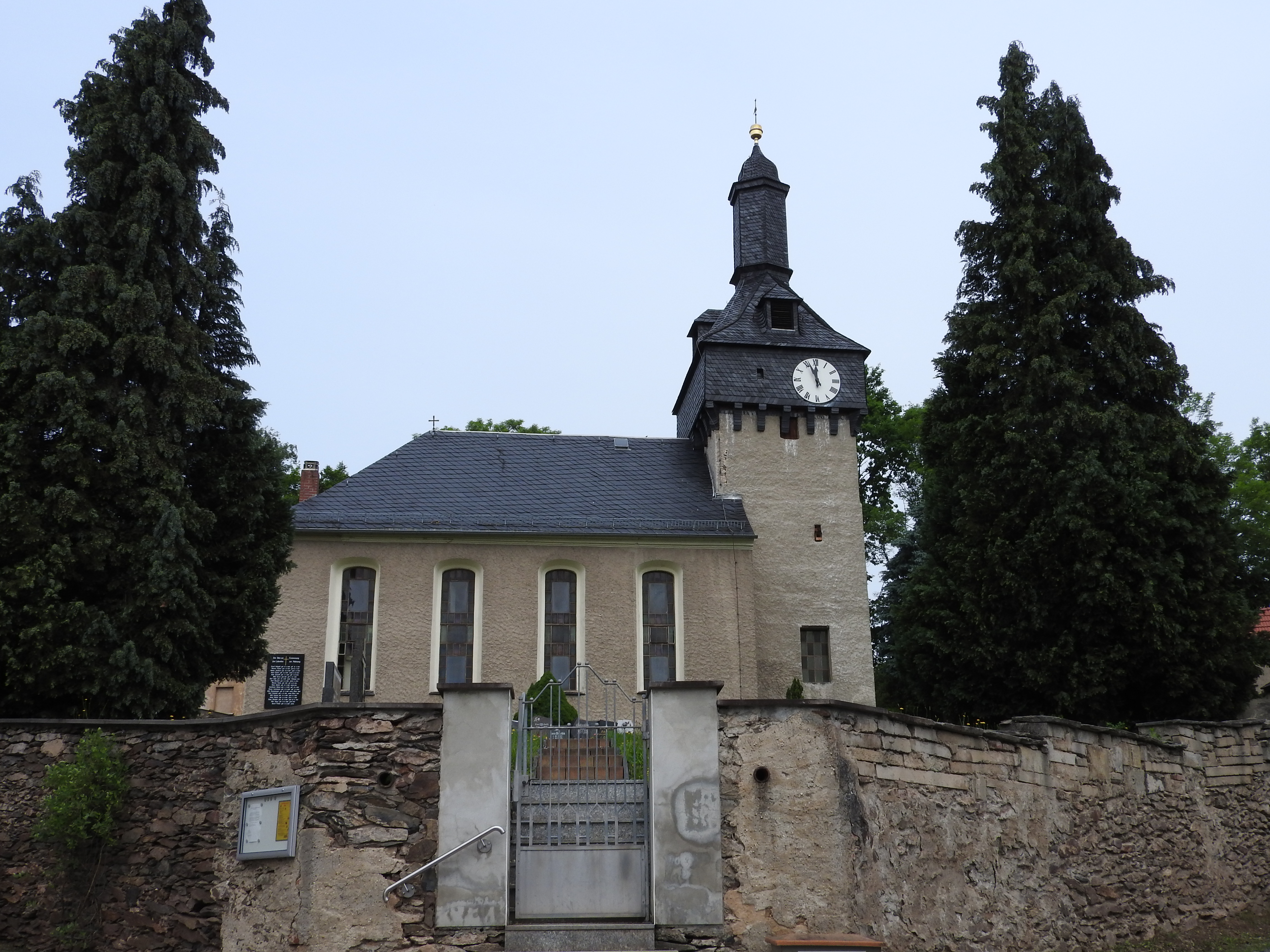
Kirche Großebersdorf

Die evangelisch-lutherische Kirche St. Michael steht in Großebersdorf, einem Ortsteil der Gemeinde Harth-Pöllnitz im Landkreis Greiz in Thüringen. Die Kirchengemeinde Großebersdorf gehört zum Pfarrbereich Niederpöllnitz im Kirchenkreis Gera des Probstsprengels Gera-Weimar der Evangelischen Kirche in Mitteldeutschland.

## Baubeschreibung
Die Saalkirche hat einen quadratischen, im Kern romanischen Chorturm. Den Abschluss des Kirchturms bildet ein schieferverkleidetes Geschoss aus Fachwerk auf Konsolen. In ihm befindet sich die Turmuhr. Bedeckt ist der Turm mit einem flachen sechseckigen Zeltdach, auf dem sich eine verkleidete Laterne mit einer glockenförmigen Haube erhebt. Das Langhaus wurde zuletzt 1824 um- oder neugebaut (so bezeichnet am Risalit in der Mitte der Fassade im Westen der Kirche). Das Kirchenschiff ist an drei Seiten mit Emporen ausgestattet. Der romanische Triumphbogen hat sichtbare Kämpfer. Im Chor steht hinter einem klassizistischen Prospekt eine Orgel mit 8 Registern, verteilt auf ein Manual und ein Pedal, die um 1850 von einem unbekannten Orgelbauer geschaffen wurde.
Über dem Altar befindet sich ein Kruzifix aus dem 17. Jahrhundert von der Hand desselben Bildschnitzers wie das Kruzifix in der Kirche Frießnitz. Im Treppenhaus des Turmes sind bemalte Teile einer Bretterdecke vorhanden, die um 1600 entstanden sind.